# Solo y Agitado
Solo y Agitado es una película estadounidense de 2004 dirigida por Michael Thomas Dunn y producida por Lisa Garthwaite. Dunn eligió rodar la película en blanco y negro para dar a la película una atmósfera oscura y arenosa. También mezcló formatos múltiples incluyendo 480p HDTV, película de 16 milímetros, película de 35 milímetros y DVCam para su narrativa errática.

## Argumento
La película sigue las vidas de dos traficantes rivales que están luchando por controlar la escena céntrica de la droga. Mace, un inteligente joven de la calle (interpretado por Martin Seijo), está intentando salir de un cártel de la droga. Por su parte, Ponch, un joven criminal (interpretado por Allan Medina), trata de escalar posiciones y gobernar la ciudad.
Abrumados por el crimen desenfrenado, los detectives Evans y Avery (Taylor Marr y Jean-Jean-Paul Gibeau, respectivamente) rompen todas las reglas para parar la violencia.
Pero el tiempo no espera a ningún hombre y Ponch decide presionar. Se vuelve cada vez más inestable y toma lo que desea sin remordimiento.
La película es un viaje oscuro que explora el decaimiento urbano, la falta de vivienda y la enfermedad mental. Fue elogiada por humanizar sus personajes violentos sin glorificar la violencia extensa. El DVD fue lanzado a finales de 2006.

## Especificaciones técnicas
- Lengua: Inglés
- Sonido: Digital Dolby 5.1
- Cociente de aspecto: 1.33:1
- Tiempo de duración: 78 minutos
- Calificación: Sin calificar (contiene violencia gráfica, lenguaje adulto, desnudez, uso de drogas y contenido sexual).

## Reparto
- Martin Seijo como Mace.
- Jamie Belanger como Molly.
- Caterina Christakos como Maggie.
- Allan Medina como Ponch.
- Michael Thomas Dunn como Jason.
- Taylor Marr como Evans.
- Christopher Zapatier como Matt.
- Ronald Fox como Eddie.
- Yve Wilson como Jane.
- Humberto Bermúdez como Simon.
- Jean-Paul Gibeau como Avery.
- Annalisa Kyler como Rachel.
- Alex Frielings como Todd.
- Warren L. Shaw como Sam.
- Krissy Ecklund como Veronica.

## Equipo
- Escritor y director: Michael Thomas Dunn
- Productor asociado: Lisa M. Garthwaite
- Montaje: Michael Thomas Dunn y Joseph Reynolds
- Diseño de producción: Caroline Meyers
- Director auxiliar: Jean-Paul Gibeau
- Supervisor de guion: Morgan Franco
- Explorador de localizaciones: Paula Morgan
- Operador de cámara: Dave Rodriguez

## Avances de la película
- Official Site Hosted By MTD Studios
- Movie Trailer (U.S.A. Version) Hosted by Google
- 56k Modem Movie Trailer (U.S.A. Version) Hosted by Putfile
- Broadband (100k) Movie Trailer (U.S.A. Version) Hosted by Putfile
- Broadband (300k) Movie Trailer (U.S.A. Version) Hosted by Putfile
- Broadband (500k) Movie Trailer (U.S.A. Version) Hosted by Putfile
- 56k Modem Movie Trailer (International Version) Hosted by Putfile
- Broadband (100k) Movie Trailer (International Version) Hosted by Putfile
- Broadband (300k) Movie Trailer (International Version) Hosted by Putfile
- Broadband (500k) Movie Trailer (International Version) Hosted by Putfile
- Movie Trailer (U.S.A. Version) Hosted By YouTube
- Movie Trailer (International Version) Hosted By YouTube
- 56k Modem Movie Trailer (U.S.A. Version) Hosted by ZippyVideo
- Broadband (100k) Movie Trailer (U.S.A. Version) Hosted By ZippyVideo
- Broadband (300k) Movie Trailer (U.S.A. Version) (enlace roto disponible en Internet Archive; véase el historial, la primera versión y la última). Hosted By ZippyVideo
- Broadband (500k) Movie Trailer (U.S.A. Version) Hosted By ZippyVideo